# Lukas Marxt

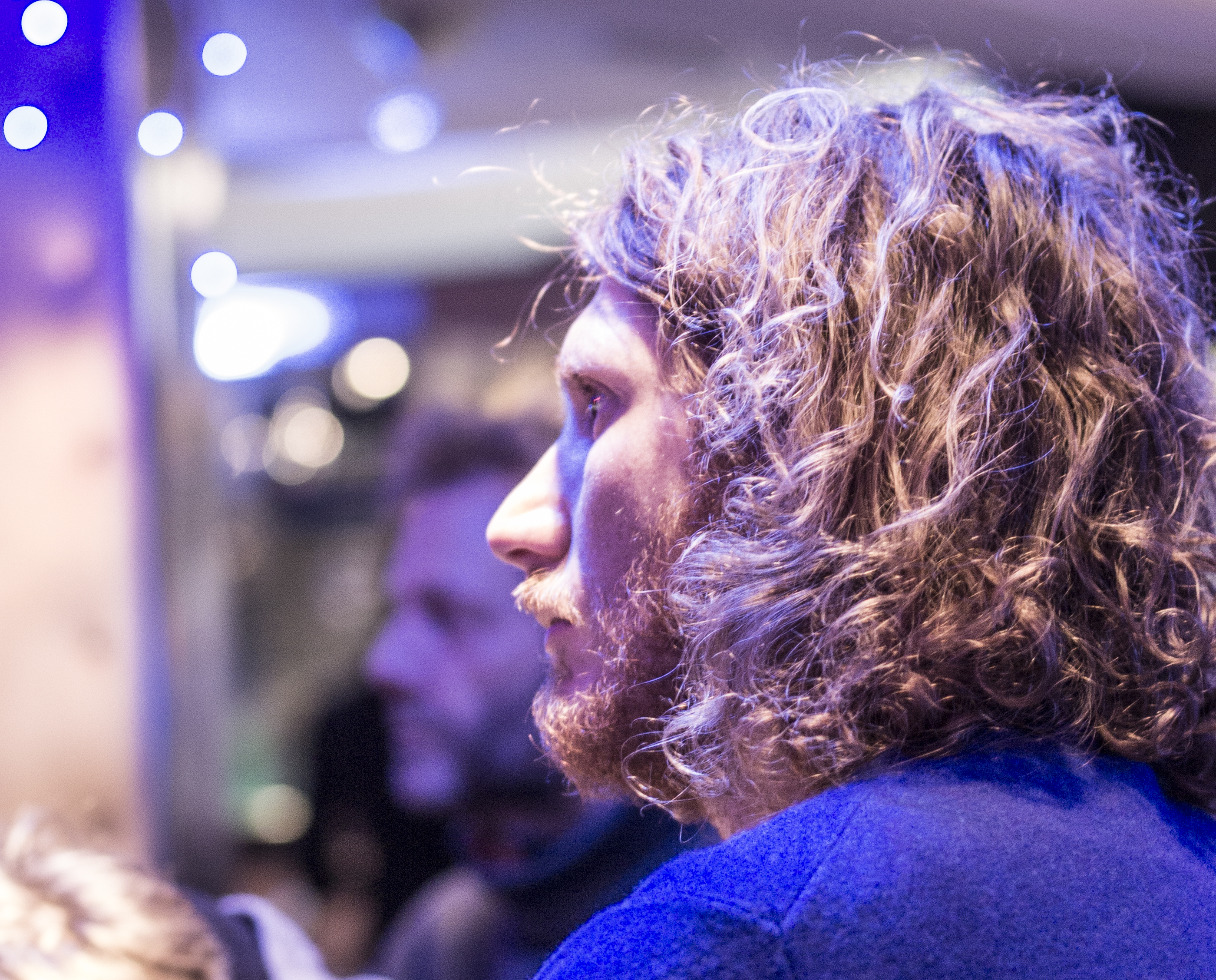
Lukas Marxt (2015)

Lukas Marxt (* 1983 in Schladming) ist ein österreichischer Künstler, der vor allem mit dem Medium Film arbeitet. Er lebt in Köln.

## Werk
In Marxts Filmarbeiten sind Strategien und Ästhetiken des Dokumentarischen, aber auch der Performancekunst und Land Art zu finden. Die Filme zeichnen sich durch oft minutenlange Einstellungen oder subjektive Kamera aus. Der Soundtrack bildet weitestgehend unbearbeitet den beim Filmprozess entstandenen Ton ab, demnach oft auch die Eigengeräusche oder Anweisungen des Künstlers selbst. Die in den Filmarbeiten gezeigten zumeist menschenleeren Orte und Geographien wie eine Bohrinsel, Felder aus Vulkangestein oder Küstenstreifen in der Arktis zeichnet ihre Isoliertheit von gesellschaftlichen Räumen aus.
Im Jahr 2012 war er am The Arctic Circle Residency Program beteiligt, einer mehrwöchigen Schiffsreise durch die Arktis. Aus dieser Reise sind mehrere Projekte entstanden, wie zum Beispiel die Videos High Tide (2013) und Reign of Silence (2013).

## Ausbildung
Von 2003 und 2004 begann er zunächst ein Studium der Umweltsystemwissenschaften und Geografie an der Karl-Franzens-Universität, Graz, um dann bis 2009 in Linz Audiovisuelle Gestaltung zu studieren. Im Jahr 2007 war er für ein Jahr Gaststudent für Art & Multimedia an der Belas Artes Lisboa in Lissabon, Portugal. Von 2009 bis 2012 absolvierte er ein Postgraduiertenstudium an der Kunsthochschule für Medien in Köln.

## Werke (Auswahl)
- It Seems To Be Loneliness But It Is Not, Film (37 min) und Buch,[2] 2012
- Nella Fantasia, 55 min, 2013
- Reign of Silence, 07:20 min (loop), 2013
- High Tide, 07:20 min (loop), 2013

## Einzelausstellungen
- Directed Oscillation, Walzwerk Null, Düsseldorf, 2013[3]
- 02:44:42 Ich habe Spaghetti gekocht, ich weiß nicht, wer ich bin. Ich habe ein Problem mit Mais. Das kann an der Dosis liegen. Ich nehme wieder ab. Ich habe schon mein ganzes Leben ein Problem mit Mais. Ich esse ihn gekocht mit Majonäse und mit Salat., Studio Dumont, Köln, 2013.

## Preise
- Marler Videokunst-Preis, 2013[4]
- Förderpreis des Landes Nordrhein-Westfalen für junge Künstlerinnen und Künstler, 2013
- Spiridon-Neven-DuMont-Preis, 2013[5]
- Norman 2024 – International Short Film Competition, Stuttgarter Filmwinter, 2024